# محمود خليل (ناشط طلابي)
محمود خليل هو ناشط طلابي في جامعة كولومبيا ومفاوض رئيسي في الاحتجاجات في الجامعة أثناء حرب غزة، اعتقل من مبنى سكني في جامعة كولومبيا في مدينة نيويورك من قبل وكلاء الهجرة والجمارك الأمريكية (ICE) في 8 مارس 2025. ولم يكن لدى العملاء مذكرة توقيف وكانوا يتصرفون بناء على أوامر من وزارة الخارجية لإلغاء تأشيرة الدراسة الخاصة بمحمود. وعندما أُبلغ العملاء بأن محمود مقيم دائم قانوني، قالوا إن هذا الوضع سيتم إلغاؤه بدلاً من ذلك. نقل إلى مركز احتجاز لاسال في جينا، لويزيانا.
ويعد هذا الاعتقال أول محاولة ترحيل معروفة علنًا تتعلق بالنشاط المؤيد لفلسطين في عهد الرئيس دونالد ترامب، الذي هدد بمعاقبة الطلاب وغيرهم ممن يقول إنهم شاركوا في أنشطة "متحالفة مع حماس". ونشر البيت الأبيض صورة ساخرة لمحمود على مواقع التواصل الاجتماعي مع تعليق "شالوم، محمود". وقد أثار احتجاز محمود ردود فعل واسعة النطاق من جانب منظمات الحقوق المدنية، وأعضاء الحزب الديمقراطي، والمحامين، الذين زعموا أن هذا يمثل هجوماً على حرية التعبير والتعديل الأول.
لا توجد تهمة جنائية ضد محمود. وبدلاً من ذلك، تعتمد حجة الحكومة على قسم من قانون الهجرة والجنسية لعام 1952 الذي يعود إلى حقبة الحرب الباردة، والذي ينص على أنه يجوز ترحيل الأجانب في الولايات المتحدة إذا اعتقد وزير الخارجية أن وجودهم سيكون له عواقب سلبية خطيرة على السياسة الخارجية الأميركية. وقد لاحظ العديد من الصحفيين ومنظمات حقوق الإنسان العلاقة بين هذا القانون والمكارثية.
في 11 أبريل/نيسان 2025، حكم قاضي الهجرة في ولاية لويزيانا جيمي إي. كومانس بأن محمود قابل للترحيل، بناء على تأكيد وزير الخارجية ماركو روبيو بأن استمرار وجوده يشكل "عواقب سلبية على السياسة الخارجية". وقالت القاضية إنها لا تملك السلطة للتشكيك في هذا القرار. أصدرت محكمة المقاطعة الفيدرالية أمرًا بوقف ترحيل محمود أثناء نظرها في قضية منفصلة تطعن في دستورية اعتقاله واحتجازه.

## حياته

### سيرة
كان محمود خليل طالب دراسات عليا في كلية الشؤون الدولية والعامة بجامعة كولومبيا في وقت احتلال الحرم الجامعي المؤيد للفلسطينيين في جامعة كولومبيا عام 2024. وهو مواطن جزائري حاصل على الإقامة الدائمة في الولايات المتحدة بموجب برنامج البطاقة الخضراء.
وُلِد محمود في مخيم للاجئين في دمشق، سوريا، عام 1995، لأبوين فلسطينيين. كان أجداده يعيشون في طبريا، ولكنهم أجبروا على المغادرة في نكبة عام 1948. فر هو وعائلته إلى لبنان في عام 2012 بعد اندلاع الحرب الأهلية السورية. حصل محمود على الجنسية الجزائرية من خلال عائلة والدته، الذين يُزعم أنهم من الثوار الجزائريين الذين نزحوا إلى الإمبراطورية العثمانية.
تقول الصحافية لورين بون، التي التقت محمود في بيروت أثناء تغطيته لأزمة اللاجئين السوريين، إن محمود "كان غالبًا ما يشير إلى نفسه باعتباره 'لاجئًا مزدوجًا' كونه فلسطينيًا في سوريا ولاجئًا سوريًا في لبنان". وأفاد بوهن أن محمود علم نفسه اللغة الإنجليزية أثناء عمله مع اللاجئين السوريين من خلال منظمة جنسور التعليمية السورية الأمريكية غير الربحية. وفي الوقت نفسه، حصل على درجة البكالوريوس في علوم الكمبيوتر من الجامعة اللبنانية الأميركية في بيروت. ثم أمضى محمود سنوات يعمل في وزارة الخارجية والكومنولث والتنمية التابعة للحكومة البريطانية، حيث أدار منحة تشيفنينج من السفارة البريطانية في بيروت ودعم الدبلوماسيين بمهاراته اللغوية ومعرفته المحلية.
في عام 2022، هاجر محمود إلى الولايات المتحدة بتأشيرة طالب لحضور كلية الشؤون الدولية والعامة. تزوج من زوجته نور عبدالله في نيويورك عام 2023 بعد علاقة طويلة المدى استمرت سبع سنوات. عبد الله مواطن أمريكي وطبيب أسنان. ثم حصل محمود على البطاقة الخضراء في عام 2024. التقى الزوجان في عام 2016، عندما انضم عبد الله إلى برنامج تطوعي كان محمود يشرف عليه في لبنان. كانت عبد الله حاملاً وقت اعتقالها، وكان موعد ولادتها في أواخر أبريل/نيسان 2025. أنجبته في 21 أبريل، بينما كان لا يزال قيد الاحتجاز في لويزيانا. طلب محاموه الإفراج عنه مؤقتًا حتى يتمكن من التواجد مع زوجته أثناء ولادة ابنهما، لكن طلبه قوبل بالرفض.
أنهى محمود عمله في درجة الماجستير في ديسمبر 2024 وكان من المقرر أن يتخرج في مايو 2025. كطالب، تدرب في وكالة الأمم المتحدة لإغاثة وتشغيل اللاجئين الفلسطينيين في الشرق الأدنى (الأونروا)، وهي وكالة إغاثة تابعة للأمم المتحدة تدعم اللاجئين الفلسطينيين.

### مشاركة محمود في احتجاجات جامعة كولومبيا
- المعسكر الأول (أعلى)
- المعسكر الثاني (أسفل)

كطالب في جامعة كولومبيا، شارك محمود في النشاط التضامني مع فلسطين أثناء حرب غزة. عمل كمفاوض ومتحدث باسم الطلاب المرتبطين بمخيمات التضامن مع غزة وائتلاف جامعة كولومبيا لسحب الاستثمارات من نظام الفصل العنصري (CUAD) في المناقشات مع مسؤولي كولومبيا، وكثيراً ما شوهد بدون قناع على الخطوط الأمامية للاحتجاجات.
في مقابلة أجريت معه عام 2024، قال محمود: "كطالب فلسطيني، أعتقد أن تحرير الشعب الفلسطيني والشعب اليهودي متشابكان ويسيران جنبًا إلى جنب، ولا يمكنك تحقيق أحدهما بدون الآخر". ووصف الحركة بأنها "من أجل العدالة الاجتماعية والحرية والمساواة للجميع". وفي معرض حديثه عن المخاوف بشأن معاداة السامية، قال محمود: "بالطبع، لا مكان لمعاداة السامية. ما نشهده هو مشاعر معادية للفلسطينيين تتخذ أشكالًا مختلفة، ومعاداة السامية، وكراهية الإسلام، والعنصرية هي بعض هذه الأشكال." وفي مقابلة مع شبكة سي إن إن، قال محمود: "إن تحرير فلسطين والفلسطينيين والشعب اليهودي مترابطان"، وأن النشطاء اليهود "جزء لا يتجزأ من هذه الحركة".
في ذلك الوقت، كان محمود يحمل تأشيرة طالب تتطلب الالتحاق بالجامعة بدوام كامل. وقال إنه تجنب الاحتجاجات "عالية الخطورة" وتواصل مع الجامعة للتأكد من أنه لن يثير أي مشاكل، لأن أي إيقاف عن الدراسة من شأنه أن يعرض تأشيرة دراسته للخطر. في 30 أبريل 2024، تلقى بريدًا إلكترونيًا من جامعة كولومبيا يوقفه عن الدراسة بسبب مشاركته المزعومة في معسكرات كولومبيا، لكن الجامعة تراجعت عن قرار الإيقاف في غضون يوم واحد بعد مراجعة أدلتها. اتصل به مكتب رئيس جامعة كولومبيا للاعتذار عن الخطأ.
ووصف مسؤولو كولومبيا محمود بأنه مفاوض مبدئي وحسن النية عمل معهم لتقليل المخيمات. في سبتمبر/أيلول 2024، وبعد بدء المظاهرات الجديدة في الحرم الجامعي، قال محمود إن الطلاب سيواصلون الاحتجاج طالما "استمرت كولومبيا في الاستثمار والاستفادة من نظام الفصل العنصري الإسرائيلي"، وأن هذا قد يشمل المزيد من المعسكرات أو أشكال أخرى من الاحتجاج.
في 6 مارس/آذار 2025، ذكرت وكالة أسوشيتد برس أن مكتب المساواة المؤسسية الذي تم إنشاؤه حديثًا في جامعة كولومبيا قد فتح تحقيقات مع عدد من الطلاب لمعالجة مزاعم تورطهم في تمييز معادٍ لإسرائيل أو معادٍ للسامية. قالت إيمي جرير، المحامية التي تقدم المشورة للعديد من الطلاب، إن جامعة كولومبيا تخضع "للضغوط الحكومية لقمع حرية التعبير المحمية".
ركزت مزاعم الجامعة ضد محمود على تورطه المزعوم في تحالف جامعة كولومبيا لسحب الاستثمارات وفرض العقوبات على نظام الفصل العنصري ودوره المزعوم في تنظيم ما وصفته إدارة الجامعة بأنه "حدث مسيرة غير مصرح به"، حيث قام بعض المشاركين على ما يبدو بتمجيد الهجوم الذي قادته حماس في 7 أكتوبر على إسرائيل، وتوزيع منشورات على وسائل التواصل الاجتماعي تنتقد الصهيونية. صرح محمود لوكالة أسوشيتد برس: "هناك حوالي 13 اتهامًا ضدي. معظمها منشورات على مواقع التواصل الاجتماعي لا علاقة لي بها". هددت جامعة كولومبيا بمنع محمود من التخرج بسبب رفضه التوقيع على اتفاقية عدم الإفصاح، لكنها سحبت التهديد بعد أن استأنف محمود القرار من خلال محامٍ.

#### حملة جامعة كولومبيا لسحب الاستثمارات من نظام الفصل العنصري (CUAD)
كان تحالف جامعة كولومبيا لسحب الاستثمارات من نظام الفصل العنصري (CUAD) عبارة عن تحالف يضم أكثر من 120 منظمة طلابية في جامعة كولومبيا، والذي تم تشكيله بعد أن حظرت إدارة جامعة كولومبيا بشكل غير منتظم فروع طلاب من أجل العدالة في فلسطين والصوت اليهودي من أجل السلام في نوفمبر 2023. وطالب تحالف جامعة كولومبيا لسحب الاستثمارات من نظام الفصل العنصري جامعة كولومبيا بالتوقف عن استثمار وقفها البالغ 14.8 مليار دولار في الشركات التي تدعم الحكومة الإسرائيلية، وتفكيك مركز جامعي في تل أبيب، وإنهاء التعاون مع الجامعات الإسرائيلية. وفي الاستفتاءات، صوتت الهيئات الطلابية في جامعة كولومبيا وكلية برنارد التابعة لها لصالح هذه المبادرات بأغلبية كبيرة.
وذكرت سي إن إن وصحيفة نيويورك تايمز أن تحالف جامعة كولومبيا لسحب الاستثمارات من نظام الفصل العنصري أصبح أكثر تشددًا في خطابه بمرور الوقت. في 8 أكتوبر 2024، نشرت المجموعة أنها تدعم فلسطين في النضال من أجل "التحرير بأي وسيلة ضرورية، بما في ذلك المقاومة المسلحة" وأنها لن "تستسلم لوسائل الإعلام الليبرالية لجعل حركة التحرير مقبولة". وذكرت صحيفة واشنطن بوست أن تحالف جامعة كولومبيا لسحب الاستثمارات من نظام الفصل العنصري أشاد بقيادة حماس وحزب الله في منشورات على الإنترنت.

### حملة إلكترونية ضد محمود
قبل اعتقاله، كان محمود هدفًا لحملة عبر الإنترنت لترحيله. في يناير 2025، نشرت مجموعة بيتار الأمريكية اليهودية اليمينية المتطرفة على تويتر أنها أعطت معلوماته إلى "جهات اتصال متعددة" وأن دائرة الهجرة والجمارك كانت "على علم بعنوان منزله ومكان تواجده". كما قام كاناري ميشن، وهو موقع إلكتروني مؤيد لإسرائيل، بتجميع صفحة ويب عنه. وفقًا لرسالة بريد إلكتروني أرسلها محمود إلى رئيسة جامعة كولومبيا كاترينا أرمسترونج في السابع من مارس، كانت الحملة بقيادة الشريكين في جامعة كولومبيا شاي ديفيداي وديفيد ليدرير، اللذين وصفاه بأنه "تهديد أمني" ودعوا إلى ترحيله. وذكرت صحيفة نيويورك تايمز أن ديفيداي "دعا ماركو روبيو إلى ترحيل السيد محمود". وحث محمود أرمسترونج وكولومبيا على "التدخل وتوفير الحماية اللازمة لمنع المزيد من الضرر" وطلب الدعم القانوني لنفسه وللطلاب الدوليين الآخرين المهددين بالترحيل.
بعد أن شارك محمود في احتجاج في برنارد في أوائل مارس 2025، التقى روس جليك، وهو ناشط مؤيد لإسرائيل، مع مساعدي السيناتور الأمريكي جون فيترمان وتيد كروز لمناقشة قضية محمود. وبحسب جليك، فقد وعد المساعدون بأن أعضاء مجلس الشيوخ التابعين لهم سوف "يصعدون" الاهتمام بمحمود.
وبحسب زوجة محمود، فقد تعرض لحملة "مكثفة" في الأسبوع الذي سبق اعتقاله، حيث انتشرت ادعاءات كاذبة عنه. في اليوم السابق لاعتقاله، أبلغ محمود مسؤولي كولومبيا بشكل خاص بتصريحات تحريضية ألهمت ردود أفعال كراهية ودعوات لترحيله، قائلاً: "لم أتمكن من النوم، خوفًا من أن يأتي أفراد من إدارة الهجرة والجمارك أو شخص خطير إلى منزلي". وذكرت زيتيو أن هذه الرسائل تضمنت "منشور تهديد نشرته منظمة بيتار المؤيدة لإسرائيل في يناير/كانون الثاني"، حيث ادعت المجموعة "أنه قال إن 'الصهاينة لا يستحقون الحياة'، وهو تصريح نفاه محمود بشكل قاطع". جاء الاقتباس من طالب آخر، تم طرده.

### إجراءات إدارة ترامب
في 10 مارس، نشر البيت الأبيض صورة ساخرة لمحمود مع تعليق "شالوم، محمود" من حساباته الرسمية على وسائل التواصل الاجتماعي. في بيانٍ صدر في 11 مارس/آذار، قال ترامب عن محمود ومتظاهرين آخرين عبّروا عن تضامنهم مع الفلسطينيين: "إذا كنتم تدعمون الإرهاب، بما في ذلك قتل الأبرياء من الرجال والنساء والأطفال، فإن وجودكم يتعارض مع مصالح سياستنا الوطنية والخارجية، وأنتم غير مرحب بكم هنا"، و"أعتقد أنه يجب علينا إخراجهم جميعًا من البلاد. إنهم مثيرو شغب، ومُحرّضون، ولا يحبون بلدنا".
أثناء حملته الانتخابية لولاية ثانية كرئيس للولايات المتحدة، قال ترامب باستمرار إنه سيلغي تأشيرات الطلاب الدوليين الذين يشاركون في الاحتجاجات المؤيدة للفلسطينيين. في تجمع حاشد في 16 أكتوبر 2023، قال: "في ظل إدارة ترامب، سوف نقوم بإلغاء تأشيرات الطلاب الأجانب المتطرفين والمعادين لأمريكا والمعادين للسامية في كلياتنا وجامعاتنا، وسوف نرسلهم مباشرة إلى أوطانهم".
بعد توليه منصبه، وقع ترامب على الأمر التنفيذي رقم 14188 في 29 يناير 2025. ومن بين أمور أخرى، يستهدف الأمر مؤسسات التعليم العالي ويدعو إلى ترحيل الطلاب الذين يحملون تأشيرات والذين انتهكوا القوانين أثناء أي احتجاج مناهض لإسرائيل منذ هجمات السابع من أكتوبر/تشرين الأول.
ويأتي اعتقال محمود خلال فترة من التدقيق الفيدرالي المتزايد على جامعة كولومبيا. في اليوم السابق للاعتقال، ألغت إدارة ترامب ما يقرب من 400 مليون دولار من المنح والعقود الفيدرالية لجامعة كولومبيا، مشيرة إلى فشل مزعوم في حماية الطلاب اليهود من المضايقات المعادية للسامية في الحرم الجامعي. وقالت كولومبيا إنها كانت تراجع تصرفات الحكومة وتظل ملتزمة بمكافحة معاداة السامية مع ضمان سلامة ورفاهية مجتمعها. وكتبت الإدارة بعد ذلك إلى 60 جامعة أخرى "تخضع للتحقيق بشأن انتهاكات العنوان السادس المتعلقة بالمضايقة والتمييز المعادي للسامية" لتحذيرهم من العقوبات المحتملة.
في 4 مارس 2025، قال ترامب إن التمويل الفيدرالي سيتوقف عن أي مدرسة "تسمح بالاحتجاجات غير القانونية"، وأن "المحرضين" سيتم سجنهم أو ترحيلهم، وأن الطلاب الأمريكيين سيتم طردهم أو اعتقالهم. قالت وزارة الخارجية الأمريكية إنها ستستخدم الذكاء الاصطناعي لمراجعة حسابات وسائل التواصل الاجتماعي لآلاف حاملي تأشيرات الطلاب بالإضافة إلى التقارير الإخبارية عن المظاهرات لتحديد هوية الرعايا الأجانب الذين يُزعم انخراطهم في معاداة السامية كجزء من سياسة " القبض والإلغاء " الجديدة.

## الاعتقال والاحتجاز
في حوالي الساعة 8:30 مساءً يوم 8 مارس، أخذ عدد من ضباط دائرة الهجرة والجمارك محمود من بهو مبنى شقته في سكن جامعة كولومبيا. وقالت زوجة محمود، نور عبد الله، إنه عندما كانت هي ومحمود عائدين إلى المنزل من حفل إفطار، تبعهما ضابط من دائرة الهجرة والجمارك إلى المبنى الذي يعيشان فيه. طلب العميل من محمود تأكيد هويته، وهو ما فعله. طلب الضابط من محمود أن يعطي زوجته مفاتيح شقتهما حتى تتمكن من الصعود إلى الطابق العلوي. عندما رفضت المغادرة، قال الضابط: "سأعتقلك أيضًا". استعاد عبد الله أوراق الهجرة الخاصة بمحمود من شقتهما وأعطاها لوكيل. وتقول إن الوكيل أخبر شخصًا ما على الهاتف، "هذا الرجل لديه بطاقة خضراء"؛ وقال الشخص على الطرف الآخر "أحضره على أي حال".
اتصل محمود بمحاميته، إيمي جرير، من بهو المبنى. وتحدثت عبر الهاتف مع أحد العملاء، الذي أخبرها أنهم يتصرفون بناء على أوامر وزارة الخارجية لإلغاء تأشيرة الدراسة الخاصة بمحمود. قالت جرير إنها عندما أخبرت العميل أن محمود مقيم دائم في الولايات المتحدة ويحمل البطاقة الخضراء، رد العميل بأنهم سوف يقومون بإلغاء البطاقة الخضراء بدلاً من ذلك. قالت جرير إن عملاء دائرة الهجرة والجمارك أخبروها أن لديهم مذكرة توقيف. عندما قالت جرير إنها بحاجة إلى رؤية مذكرة التوقيف قبل أن يتم احتجاز محمود، أغلق العميل الهاتف.
وقال عبد الله إنهم لم يظهروا لهم مذكرة توقيف، وأنهم "في غضون دقائق، قاموا بتقييد محمود بالأصفاد، واقتادوه إلى الشارع وأجبروه على ركوب سيارة غير مميزة". ويظهر مقطع فيديو لعملية الاعتقال العملاء وهم يرفضون ذكر أسمائهم ويتجاهلون طلبات عبد الله بتحديد هوية الوكالة التي يمثلونها أو التحدث إلى جرير عبر الهاتف.
وقال متحدث باسم جامعة كولومبيا إن وكلاء إنفاذ القانون يجب أن يقدموا مذكرة قبل دخول ممتلكات الجامعة، لكنه رفض القول ما إذا كانت الجامعة قد تلقت مذكرة تسمح لوكلاء ICE بالدخول إلى مبنى محمود. ورفض المتحدث أيضًا التعليق على الاعتقال.
في 9 مارس، قالت جرير إنها غير متأكدة من مكان وجود محمود، لكنه قد يكون بعيدًا مثل لويزيانا. سعى عبد الله، الذي كان حاملاً في شهره الثامن في ذلك الوقت، إلى زيارته في مركز احتجاز في نيوجيرسي، لكن قيل له إنه غير موجود هناك. تم احتجاز محمود في نهاية المطاف في مركز احتجاز لاسال في جينا، لويزيانا. وفي وثيقة للمحكمة، ذكر محاموه لاحقًا أنه شعر وكأنه يتعرض للاختطاف. وقد أملى رسالة مفتوحة عبر الهاتف من مكان احتجازه، قال فيها إنه سجين سياسي وأن القضية المرفوعة ضده كانت "جزءًا من استراتيجية أوسع لقمع المعارضة" من قبل إدارة ترامب.
كشفت وثائق المحكمة لاحقًا أن عملاء دائرة الهجرة والجمارك لم يكن لديهم مذكرة توقيف أثناء اعتقال محمود، ولكن تم إخطارهم من قبل عمليات إزالة إنفاذ القانون التابعة لدائرة الهجرة والجمارك بأن تهمة إمكانية الإبعاد "تمت الموافقة عليها" من قبل وزير الخارجية. وزعم محامو الحكومة أنه بعد أن ذهب عبد الله إلى الشقة لاسترجاع أوراقه، لم يتعاون محمود وأخبر العملاء أنه سيغادر مكان الحادث. وزعموا أن عملاء دائرة الهجرة والجمارك كان لديهم سبب للاعتقاد بأنه سيهرب، وهو ظرف ملح سمح لهم باعتقال محمود داخل بهو المبنى دون مذكرة توقيف. قال مسؤول في وزارة الأمن الداخلي: "عندما حاول الهرب، أُلقي القبض عليه. ونُفِّذت مذكرة توقيف إدارية وقت احتجازه، كما جرت العادة". وقال محامي محمود إن الحكومة "تكذب كذبًا" وإنه "لا يوجد سبب يمنعها من الحصول على مذكرة توقيف".

## تصريحات محمود من الاعتقال

### رسالة من سجين سياسي فلسطيني في لويزيانا
في 18 مارس 2025، تم نشر رسالة أملاها محمود على عائلته عبر الهاتف. وفي الرسالة، عرّف نفسه بأنه سجين سياسي فلسطيني. وقال إنه تم اعتقاله لأنه مارس حقه في حرية التعبير و"دافع عن فلسطين الحرة".

### رسالة إلى كولومبيا
في 4 أبريل 2025، نشرت صحيفة كولومبيا ديلي سبيكتاتور، وهي الصحيفة الطلابية للجامعة، مقالاً بعنوان "رسالة إلى كولومبيا"، وهو مقال رأي أملاه محمود عبر الهاتف من مكان احتجازه. وفيها يخاطب محمود مجتمع كولومبيا، ويصف احتجازه والظروف التي أحاطت به. ويصف احتجازه من قبل ضباط بملابس مدنية بأنه اختطاف، كما يصف حملة إدارة ترامب ضد الطلاب الدوليين الذين يحتجون تضامناً مع فلسطين بأنها حملة ترهيب واختطاف. ينتقد أمناء جامعة كولومبيا، فيكتب: "في مواجهة حركة سحب استثمارات لم يتمكنوا من سحقها، اختار أمناءكم إشعال النار في المؤسسة التي عُهد إليهم بها." ويشجع الطلاب وأعضاء هيئة التدريس الذين لم يفعلوا ذلك بعد، أو الذين فعلوا ذلك بشكل تمثيلي أو سطحي فقط، على الانضمام إلى الحركة الطلابية والبناء على الزخم المكتسب خلال العام السابق، ويختتم قائلاً: "سيخلصنا التاريخ، أما أولئك الذين رضوا بالانتظار على الهامش فسيُذكرون إلى الأبد بصمتهم."

### رسالة محمود
في 17 أبريل، بعد أيام من إعلان قاضي الهجرة في لويزيانا جيمي إي. كومانس أن محمود قابل للترحيل، نشرت صحيفة واشنطن بوست مقال رأي بقلم محمود انتقد فيه إدارة ترامب لتآكل حقوقه وتوافق مع بعض جوانب التجربة التي وصفها فيكتور فرانكل في كتابه عام 1946 بحث الإنسان عن المعنى، مثل "عدم معرفة المصير الذي ينتظرني؛ رؤية الاستسلام والهزيمة في زملائي المعتقلين". وانتقد محمود "السرعة المتهورة" التي يتم بها الاستماع إلى قضيته والبت فيها، قائلاً إنها "تتجاوز الإجراءات القانونية الواجبة".

## الإجراءات القانونية

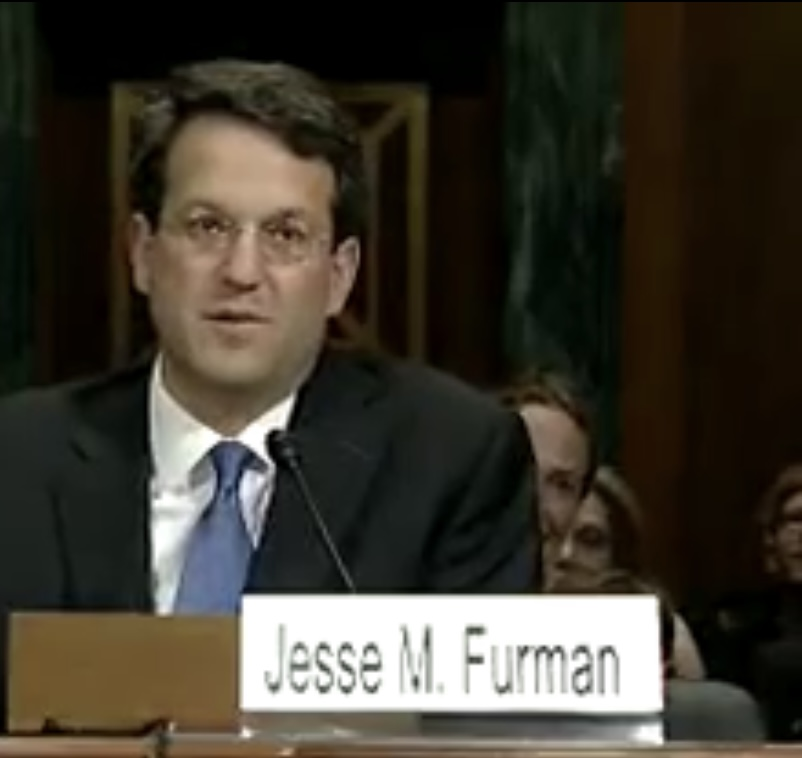
أصدر قاضي المحكمة الجزئية الأمريكية جيسي فورمان (في الصورة) أمرًا بإحضار المتهم إلى المحكمة في العاشر من مارس/آذار.

لم يتم توجيه اتهامات إلى محمود بارتكاب جريمة ولم يُزعم أنه شارك في أي نشاط محظور قانونًا على المقيمين في الولايات المتحدة. ولم تزعم السلطات أنه قدم دعمًا ماديًا لمنظمة محظورة. بدأت إجراءات الإبعاد بموجب المادة 237 (أ) (4) (ج) (أ) من قانون الهجرة والجنسية لعام 1952، والذي يسمح بترحيل الأجانب المتواجدين في البلاد بشكل قانوني إذا اعتقد وزير الخارجية أن وجودهم يهدد "بعواقب وخيمة محتملة على السياسة الخارجية". وقد وصف محامو محمود هذا القسم بأنه "غامض" و"نادر الاستخدام" من القانون. قام أستاذان من جامعة كاليفورنيا بتحليل البيانات العامة لأكثر من 11 مليون حالة ترحيل مهاجرين، ووجدا أن هذا القسم قد تم استخدامه 15 مرة فقط قبل استخدامه من قبل إدارة ترامب.

### محكمة المقاطعة
وبحسب الاتحاد الأمريكي للحريات المدنية، فإن الفريق القانوني لمحمود يزعم أن "اعتقال محمود واستمرار احتجازه ينتهكان حقوقه الدستورية، بما في ذلك الحق في حرية التعبير والإجراءات القانونية الواجبة، وأنهما يتجاوزان السلطة القانونية للحكومة".
وقد قدم جرير التماساً للحصول على أمر قضائي في المنطقة الجنوبية من نيويورك في وقت مبكر للغاية من صباح يوم 9 مارس، وفي اليوم التالي حكم القاضي جيسي فورمان بأنه لا يمكن إبعاد محمود من الولايات المتحدة أثناء قيام المحكمة بتقييم القضية. وفي جلسة استماع عقدت في 12 مارس/آذار، طالبت الحكومة بتغيير مكان المحاكمة إلى نيوجيرسي أو لويزيانا، حيث كان محمود محتجزًا. وطلب محاموه إعادته إلى نيويورك، لكن محمود ظل محتجزًا في لويزيانا. وبعد سماعه أن محمود لم يتمكن بعد من إجراء أي محادثات خاصة مع محاميه، أمر فورمان بالسماح له بإجراء مكالمتين هاتفيتين سريتين معهم.
في 13 مارس/آذار، قدم محامو محمود التماسًا معدّلًا للحصول على أمر قضائي، مضيفين ترامب وروبيو وآخرين كمستجيبين. في 19 مارس/آذار، حكم فورمان بنقل القضية إلى نيوجيرسي، حيث كان محمود محتجزًا في الوقت الذي تم فيه تقديم التماس الأمر القضائي الأولي. وفي وقت لاحق من ذلك اليوم، تم تكليف القاضي مايكل إي. فاربيارز بمهمة إلقاء القضية، والذي أمر من تلقاء نفسه بأن لا تقوم الحكومة بإبعاد محمود من البلاد في انتظار أمر آخر من المحكمة. في الأول من أبريل، رفض فاربيارز طلب الحكومة بنقل قضية أمر المثول أمام القضاء إلى لويزيانا أو رفضها.
في 29 أبريل/نيسان، حكم فاربيارز بأنه يملك السلطة القضائية على الطلبات المقدمة من قبل محامي محمود، بما في ذلك الطعون المقدمة ضد حرية التعبير و"أمر قضائي بإلغاء قرار وزير الخارجية" في قضيته أمام محكمة الهجرة. وقال محامو محمود إنهم سيواصلون السعي للحصول على الكفالة وأمر قضائي أولي لإطلاق سراح محمود من الحجز أثناء سير قضيته المتعلقة بالهجرة. وفي الأسبوع التالي، أمر فاربيارز الحكومة بتزويده بقائمة توضيحية لجميع الحالات السابقة التي استخدمت فيها المادة 237 (أ) (4) (ج) (أ) أو سابقتها كأساس للترحيل.

### محكمة الهجرة
واجه محمود أيضًا إجراءات منفصلة أمام قاضي الهجرة في لويزيانا. إن قضاة الهجرة في الولايات المتحدة هم موظفون في السلطة التنفيذية، وليس السلطة القضائية، وبالتالي لا يتعاملون مع المخاوف الدستورية. وقالت القاضية المساعدة لقاضي الهجرة جيمي إي. كومانس إنها ستركز فقط على ما إذا كان من الممكن ترحيل محمود من الولايات المتحدة بموجب القانون.
كان من المقرر عقد أول جلسة استماع في محكمة الهجرة لمحمود في 27 مارس. قدمت الحكومة اتهامات إضافية في تلك القضية، حيث أخبرت المحكمة أن محمود فشل عمدًا في الكشف عن معلومات جوهرية عندما تقدم بطلب للحصول على البطاقة الخضراء في عام 2024: تدريبه مع الأونروا، وعمله لدى السفارة البريطانية في بيروت بعد عام 2022، وارتباطه بحركة جامعة كولومبيا ضد الفصل العنصري. وظهر محمود أمام قاضي الهجرة في 21 مارس/آذار، وبناء على طلب محاميه، أرجأ القاضي جلسة الاستماع إلى 8 أبريل/نيسان.
في الثامن من أبريل، حضر محمود جلسة استماع بشأن الهجرة في محكمة لاسال للهجرة في جينا، لويزيانا. وفي جلسة الاستماع، قالت كومانس إنها قد تأمر بالإفراج عن محمود ما لم تقدم الحكومة لمحامي محمود أدلة تثبت إمكانية نقله خلال 24 ساعة. كما حددت جلسة أخرى في 11 أبريل/نيسان، لإعطاء محاميي محمود الوقت للرد. خلال جلسة الاستماع، تم توجيه عشرات الاتهامات إلى محمود، بما في ذلك أنه حجب معلومات عن وزارة الأمن الداخلي حول عضويته المزعومة في تحالف جامعة كولومبيا لسحب الاستثمارات من نظام الفصل العنصري، وأن "وجوده أو أنشطته في الولايات المتحدة من شأنه أن يؤدي إلى عواقب وخيمة على السياسة الخارجية". رد محامي محمود على كل ادعاء بـ "النفي".
في 10 أبريل، قدمت الحكومة مذكرة من صفحتين من روبيو تفيد بأن وجود محمود في الولايات المتحدة يقوض "سياسة الولايات المتحدة لمكافحة معاداة السامية في جميع أنحاء العالم وفي الولايات المتحدة، بالإضافة إلى الجهود المبذولة لحماية الطلاب اليهود من المضايقات والعنف في الولايات المتحدة". ولم تزعم المذكرة أن محمود قام بأي شيء غير قانوني. وبدلاً من ذلك، ذكرت المحكمة أنه يجب ترحيل محمود بسبب "معتقدات أو تصريحات أو ارتباطات سابقة أو حالية أو متوقعة تكون قانونية"، مشيرة إلى مشاركة محمود في "احتجاجات معادية للسامية وأنشطة تخريبية". ورد محامو محمود بأنه كان مستهدفًا بسبب خطابه، وقالوا إنهم سيطلبون من القاضي السماح لهم باستجواب روبيو حول ادعاءاته. رفض كومانز الطلب، موضحًا أن المحكمة "ليست راغبة ولا مخولة" بإجبار أحد على الإدلاء بمثل هذه الشهادة.
وفي 11 أبريل/نيسان، حكم كومانس بأن محمود قابل للترحيل بناء على تأكيد روبيو بأن استمرار وجوده يشكل خطرا يتمثل في "عواقب سلبية على السياسة الخارجية". وقالت إنها لا تملك السلطة للتشكيك في هذا القرار. وأعطت محاميي محمود مهلة نهائية تنتهي في 23 أبريل/نيسان لتقديم طلبات لوقف ترحيله، وقالت إنها ستقدم أمر ترحيل إلى سوريا أو الجزائر إذا فشلوا في الالتزام بالموعد النهائي.
قدم محمود طلبًا للجوء بالإضافة إلى اقتراح بإنهاء الإقامة على أساس انتهاكات التعديل الرابع. في 24 أبريل، دحضت الحكومة المخاوف بشأن التعديل الرابع من خلال زعمها أن محمود لم يكن متعاونًا وأعطت عملاء ICE سببًا للاعتقاد بأنه سيهرب، وهو ظرف ملح سمح لهم باعتقال محمود في مبنى شقته دون أمر قضائي. وقال محامي محمود في بيان له إنه "من المثير للغضب" أن "تحاول الحكومة التأكيد أمام قاضي الهجرة، والعالم، في تقديمها الأولي لتقرير الاعتقال على وجود مذكرة اعتقال في حين لم تكن هناك مذكرة اعتقال على الإطلاق".

### التمثيل القانوني
بالإضافة إلى إيمي جرير، يشمل التمثيل القانوني لمحمود في قضية أمر المثول أمام القضاء محامين من الاتحاد الأمريكي للحريات المدنية، ومنظمة خلق المساءلة والمسؤولية لإنفاذ القانون (CLEAR)، ومركز الحقوق الدستورية. منظمة خلق المساءلة والمسؤولية لإنفاذ القانون هي مجموعة مساعدة قانونية في كلية الحقوق بجامعة مدينة نيويورك (CUNY). يسعى محاموه إلى إطلاق سراحه بينما تستمر القضايا أمام المحكمة الفيدرالية ومحكمة الهجرة؛ وتعارض الحكومة هذا. يمثله مارك فان دير هوت وجوني سينوديس في قضية الهجرة في لويزيانا.

### تصريحات الحكومة
واتهم مسؤولون حكوميون محمود بشكل غير رسمي بقيادة "أنشطة مرتبطة بحماس". ولم تقدم الحكومة أي دليل علني على هذا الادعاء، الأمر الذي ينفيه محمود. وقد وصفه محاموه بأنه "كاذب وسخيف". كما زعمت السكرتيرة الصحفية للبيت الأبيض كارولين ليفيت أن محمود قام بتوزيع منشورات تحمل شعار حماس؛ وحتى منتصف شهر مارس/آذار، لم تقدم ليفيت ولا إدارة الهجرة والجمارك أي دليل علنيًا على وجود مثل هذه المنشورات، على الرغم من أن ليفيت قالت إن المنشورات كانت مخزنة على مكتبها أو داخله. وينفي محامو محمود قيامه بتوزيع مثل هذه المنشورات.
دافعت إدارة ترامب عن أفعالها، حيث أعلن وزير الخارجية ماركو روبيو عن خطط لإلغاء المزيد من التأشيرات أو البطاقات الخضراء للأشخاص.
ودافع نائب وزير الأمن الداخلي تروي إدغار عن الاعتقال. عندما طُلب منه توضيح السلوك الذي استحق إبعاد محمود من الولايات المتحدة، وعلى وجه التحديد كيف دعم محمود حماس، قال إدغار: "أعتقد أنه لو أعلن أنه إرهابي، لما سمحنا له بالدخول أبدًا"، مشيرًا مرارًا وتكرارًا إلى محمود باعتباره حامل تأشيرة على الرغم من تصحيحه بأنه مقيم دائم قانوني. وقال توم هومان، المدير التنفيذي المساعد لعمليات الإنفاذ والإزالة في هيئة الهجرة والجمارك الأمريكية، إن محمود يشكل تهديدًا للأمن القومي.
توصل تحليل أجرته شبكة إن بي سي نيوز للوثائق المتعلقة بالقضية إلى أن الحكومة اعتمدت على صحافة شعبية غير مؤكدة وقدمت ادعاءات "خاطئة بشكل واضح" حول تاريخ عمل محمود.

### التحليل القانوني
ينص القسم 237 (أ) (4) (ج) (أ) من قانون الهجرة والجنسية لعام 1952 (INA) في عصر الحرب الباردة على أنه يمكن ترحيل أي مواطن أجنبي إذا اعتقد وزير الخارجية أن وجوده يهدد "بعواقب وخيمة محتملة على السياسة الخارجية".
في قضية ماسيو ضد رينو (1996)، وهي أحدث قضية تتناول هذا الحكم من قانون الهجرة والجنسية، وجدت قاضية المحكمة الجزئية الأمريكية ماريان ترامب باري أنه غير دستوري.  حكمت بأن القرار ينتهك الإجراءات القانونية الواجبة من خلال حرمان الأجانب من فرصة حقيقية لتحدي التهم، وكان غامضًا بشكل غير دستوري من خلال الفشل في تعريف السلوك المحظور بشكل واضح، وفوض بشكل غير دستوري "سلطة تقديرية غير موجهة وغير قابلة للمراجعة" بشأن عمليات الترحيل إلى وزير الخارجية. وفي وقت لاحق، ألغت محكمة الاستئناف بالدائرة الثالثة قرار باري دون التطرق إلى مسألة الدستورية، حيث قضت بأن الأجنبي يجب أن يستنفد عملية محكمة الهجرة قبل طلب الإغاثة في محكمة المقاطعة.
في قضية رويز ماسيو (1999)، قضت هيئة استئناف الهجرة الأمريكية (BIA) بأن قرار وزير الخارجية بشأن إمكانية الترحيل بموجب القانون يعتبر صحيحًا بشكل افتراضي إذا كان "معقولًا ظاهريًا" ويستند إلى مخاوف حقيقية تتعلق بالسياسة الخارجية، ولكن باعتبارها محكمة بموجب المادة الأولى، لا تستطيع الهيئة معالجة القضية الدستورية. إن أحكام المادة الأولى ليست ملزمة للمحاكم المنصوص عليها في المادة الثالثة. وأشار قرار مكتب الشؤون الهندية إلى أن الكونجرس أنشأ معيارًا أعلى للترحيل إذا كان أساس ترحيل الأجنبي "يعتمد فقط على أسس المعتقدات أو التصريحات أو الارتباطات التي تكون قانونية إذا تم إجراؤها داخل الولايات المتحدة". في مثل هذه الحالات، يتعين على الوزير أن يقرر أن وجود المتهم من شأنه أن يلحق الضرر بمصلحة "ملزمة" في السياسة الخارجية الأميركية، وهو معيار أعلى من الترحيل استناداً إلى وجود الشخص نفسه فقط.
كتبت منظمة جاست سيكيوريتي أنه في قضية بريدجز ضد ويكسون (1945)، قامت المحكمة العليا بحماية منظم النقابات الأسترالي هاري بريدجز من الترحيل بسبب خطابه المؤيد للعمال، حيث أكدت أن التعديل الأول ينطبق على الأجانب. في قضية هاريسيادس ضد شونيسي (1952)، سمحت المحكمة العليا بترحيل الأجانب المتورطين في الجماعات الشيوعية، على الرغم من أنها قرأت حماية التعديل الأول بشكل ضيق بدلاً من رفض تطبيقها. ولم تتراجع المحكمة مطلقًا عن تصريحها بأن التعديل الأول يحمي الأجانب. واستشهدت نادين ستروسن بهذه القضايا، وقالت إن القضايا الدستورية المتعلقة بحقوق المهاجرين التي يضمنها التعديل الأول معقدة ولا يمكن حلها بسهولة في قضايا مثل قضية محمود. زعم إيليا سومين أن التعديل الأول كان يهدف إلى الحد من سلوك الحكومة وليس منح الحق لفئة خاصة (مثل حاملي البطاقة الخضراء).
قدمت خمس مجموعات مناصرة لحرية التعبير، مؤسسة الحقوق الفردية والتعبير، ومعهد رذرفورد، وجمعية محامي التعديل الأول، والائتلاف الوطني ضد الرقابة، ومنظمة القلم الأمريكية، مذكرة صديقة للمحكمة تزعم أن القانون الذي تحاول إدارة ترامب بموجبه ترحيل محمود غير دستوري، وتطلب أمرًا قضائيًا أوليًا. وقد قدم أكثر من 150 باحثًا في قانون الهجرة مذكرة أخرى صديقة للمحكمة يصفون فيها استخدام روبيو لهذا القسم من قانون الهجرة والجنسية بأنه "غير مسبوق".
لاحظ جريج تشين وأيمي جرينير من جمعية محامي الهجرة الأمريكية أن استخدام هذا القسم من قانون الهجرة والجنسية يتطلب من روبيو إخطار الكونجرس "بالأسباب المعقولة والصادقة ظاهريًا" التي تجعل شخصًا ما يشكل تهديدًا أمنيًا.

### الدعاوى القضائية المتعلقة بمحمود
في 13 مارس/آذار، أعلن فرع نيويورك لمجلس العلاقات الأمريكية الإسلامية أنه سيقاضي جامعة كولومبيا ولجنة التعليم والقوى العاملة في مجلس النواب على أسس تتعلق بمشاركة كولومبيا لسجلات الطلاب مع اللجنة. تم رفع الدعوى نيابة عن محمود والعديد من الطلاب الآخرين. في 20 مارس، أمر القاضي أرون سوبرامانيان جامعة كولومبيا بمنعها من مشاركة أي سجلات، في انتظار جلسة استماع.
في 24 مارس/آذار، رفع عدد من ضحايا الهجوم الذي قادته حماس على إسرائيل في 7 أكتوبر/تشرين الأول 2023 دعاوى قضائية ضد أربع منظمات مرتبطة بالاحتجاجات المؤيدة للفلسطينيين في كولومبيا: "داخل حياتنا، متحدون من أجل فلسطين"، و"طلاب كولومبيا من أجل العدالة في فلسطين"، و"صوت كولومبيا-برنارد اليهودي من أجل السلام"، و"جامعة كولومبيا تسحب استثماراتها من نظام الفصل العنصري". وتم تسمية عدد من الطلاب الذين وصفوا بأنهم قادة المنظمات، ومن بينهم محمود، كمتهمين. وتزعم الدعوى أن المتهمين قاموا بالتنسيق مع حماس، وعملوا بمثابة "ذراعها الدعائية"، وكان لديهم علم مسبق بالهجوم الذي قادته حماس في عام 2023. ونفى محامي المركز الوطني للدفاع عن اليهود أن يكون أمر الترحيل قد أثر على توقيت الدعوى القضائية.

## ردود الفعل

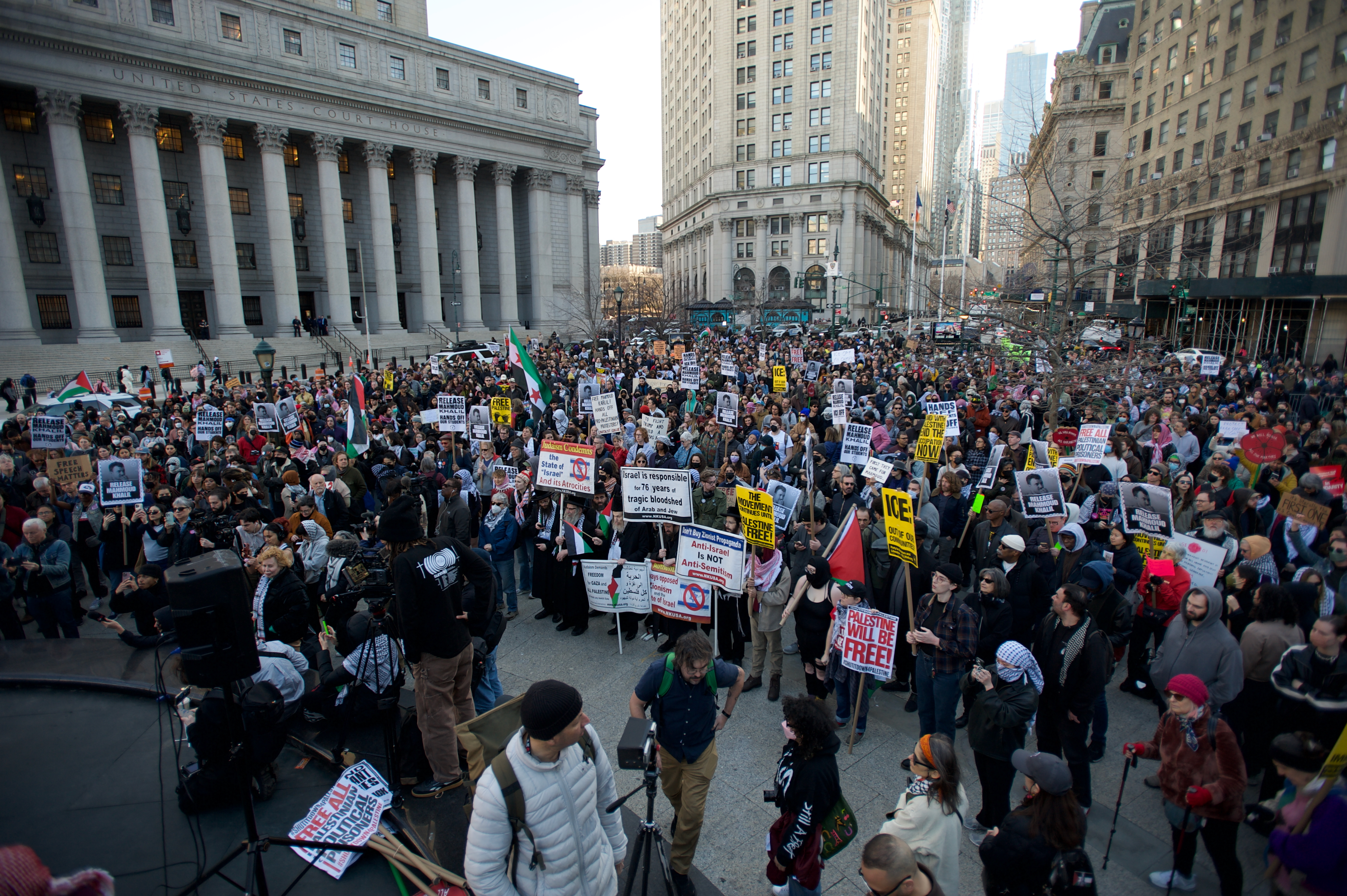
متظاهرون ضد اعتقال محمود في مدينة نيويورك

وقد تعرض اعتقال محمود لانتقادات من جماعات مثل مؤسسة الحقوق الفردية والتعبير، ومنظمة العفو الدولية، والاتحاد الأمريكي للحريات المدنية، ورابطة أعضاء هيئة التدريس في كاليفورنيا، وائتلاف التعديل الأول، ومركز الحقوق الدستورية، والكتاب ضد الحرب على غزة؛ وأفراد من بينهم مايكل ثاديوس، وزهران ممداني، وبراد لاندر، وبن بورغيس، وكاثرين فرانك، وجميل جعفر، وسونيا ويست، وروبي سوافي، وتشارلي بيرس.
أعرب بعض المحافظين الذين يؤيدون خطط الترحيل الأوسع التي وضعتها إدارة ترامب عن قلقهم إزاء اعتقال محمود. أشارت المعلقة المحافظة آن كولتر إلى قلقها بشأن دستورية الاعتقال؛ أعرب ماثيو بارتليت، الاستراتيجي الجمهوري ومستشار وزارة الخارجية خلال الرئاسة الأولى لدونالد ترامب، عن قلقه إزاء التناقض الواضح مع دعوة جيه دي فانس لحرية التعبير؛ وكتب محرر مجلة المحافظ الأمريكي أندرو داي أنه في حين لم يكن ينبغي السماح لمحمود بدخول الولايات المتحدة في المقام الأول، فإنه عند وصوله "حصل على الحق في الاحتجاج والتعبير عن آرائه السياسية". وأعربت الصحفية منى شارين عن رأي مماثل. أعربت المستشارة السابقة لترامب مرسيدس شلاب عن دعمها لاعتقال محمود وقالت إنه يجب ترحيل النائبة الأمريكية رشيدة طليب، على الرغم من أن طليب مواطنة أمريكية مولودة في ديترويت. كما أشار المعلق السياسي بن شابيرو إلى دعمه لترحيل محمود.
بعد اعتقال محمود، أقيمت مظاهرات احتجاجية على احتجازه في مدينة نيويورك، وفي غضون أيام قليلة، حصلت عريضة عبر الإنترنت تدعو إلى إطلاق سراحه على أكثر من ثلاثة ملايين توقيع. أقيمت مسيرات أخرى في ساحة فيدرال في شيكاغو وفي جامعة ستانفورد.
ووصف ويل كريلي المدير القانوني لمؤسسة الحقوق الفردية والتعبير المقابلة التي أجراها نائب وزير الأمن الداخلي تروي إدغار مع الإذاعة الوطنية العامة للدفاع عن اعتقال محمود بأنها "مذهلة" وقال إن "خلطه بين الاحتجاج والإرهاب أوقفني تمامًا". وكتب شادي حميد، كاتب العمود في صحيفة واشنطن بوست، أن المقابلة كانت أحدث تأكيد من إدارة ترامب على أن "اعتقال محمود ليس له أساس". في ذا نيشن، وصف ديما الخالدي تصرفات الإدارة بأنها حملة مكارثية ضد اليهود تستخدم معاداة السامية كسلاح.

### المنظمات القائمة على العرق والديانة

#### العرب والمسلمين الأمريكيين
وقد انتقد مجلس العلاقات الأمريكية الإسلامية ولجنة مكافحة التمييز الأمريكية العربية، والمعهد العربي الأمريكي هذا الاعتقال.
وبحسب وكالة الأنباء اليهودية (JTA)، فإن احتجاز محمود "أدى إلى انقسام اليهود"؛ حيث وجد استطلاع غير علمي لقرائها أن "أغلبية ضئيلة" أيدت ترحيل محمود. وأفادت التيارات اليهودية أن المنظمات اليهودية الأمريكية منقسمة بشأن هذه المسألة: "ظلت الجماعات السائدة صامتة، كما أدانت المنظمات الصهيونية الليبرالية والمنظمات اليهودية المناهضة للصهيونية هذه المسألة بشدة".
احتج أعضاء يهود من هيئة التدريس بجامعة كولومبيا على اعتقال محمود في الحرم الجامعي في 10 مارس، وأعربت العديد من الجماعات اليهودية عن قلقها أو معارضتها لاعتقاله، بما في ذلك جيه ستريت، والصوت اليهودي من أجل السلام، والمجلس اليهودي للشؤون العامة، واليهود من أجل العدالة العرقية والاقتصادية، وإف نوت ناو، وبيند ذا آرك. وقد ردد العديد من الأفراد اليهود هذه المخاوف، بما في ذلك جوناثان جاكوبي، وإروين تشيميرينسكي، ونوح فيلدمان، وجيل شتاين. وقالت أكثر من مجموعة إن إدارة ترامب تستخدم معاداة السامية كذريعة لأجندة استبدادية. نظمت منظمة الصوت اليهودي من أجل السلام اعتصامًا في برج ترامب في مانهاتن في 13 مارس، حيث هتف المتظاهرون "الحرية لمحمود خليل". شارك في المظاهرة حوالي 300 متظاهر، وتم اعتقال ما يقرب من 100 منهم.
في مقال رأي في صحيفة فري برس، انتقد آلان ديرشويتز الدعم العام الذي حظيت به آراء محمود، كما دعا جماعات الحريات المدنية إلى "الدفاع عن حقه المنصوص عليه في التعديل الأول في عدم معاقبته (في هذه الحالة ترحيله)".
أشادت رابطة مكافحة التشهير (ADL)، والاتحاد الأرثوذكسي، وبيتار الولايات المتحدة باعتقال محمود باعتباره جهدًا لوقف معاداة السامية في الحرم الجامعي. وقالت رابطة مكافحة التشهير إن اعتقاله "يوضح تصميم إدارة ترامب من خلال تحميل الجناة المزعومين المسؤولية عن أفعالهم"، ولكن أي إجراءات تتعلق بوضع الهجرة يجب أن تتبع الإجراءات القانونية الواجبة.

### المسؤولون المنتخبون
في 11 مارس، كتب 14 عضوًا ديمقراطيًا في مجلس النواب إلى وزيرة الأمن الداخلي كريستي نويم واصفين اعتقال محمود واحتجازه بأنه "اختطاف غير قانوني" وطالبوا بالإفراج عنه. وتحدث أعضاء آخرون من الحزب الديمقراطي في الكونجرس بشكل فردي، بما في ذلك أعضاء مجلس الشيوخ ديك دوربين، وكريس مورفي، وتشاك شومر، والممثلون ألكساندريا أوكاسيو كورتيز، وجيري نادلر، وجيمي راسكين. في 14 مارس/آذار، أرسل أكثر من 100 عضو ديمقراطي في مجلس النواب رسالة إلى نويم وروبيو تقول إن محاولة معاقبة محمود على خطابه تثير المكارثية و"هي أسلوب السلطويين" وتطالب الإدارة بالرد على أسئلة محددة حول استخدامها لقانون الهجرة والجنسية لعام 1952. وتبع ذلك رسالة أخرى إلى نويم وروبيو من ثمانية أعضاء ديمقراطيين في مجلس الشيوخ في 21 مارس/آذار، أشاروا فيها جزئياً إلى أن قانون الهجرة والجنسية يتطلب من روبيو إخطار الكونجرس بأسبابه المحددة التي تجعله يعتقد أن الإقامة القانونية لمحمود تشكل تهديداً خطيراً للسياسة الخارجية.
أدلى عشرون جمهوريًا في الكونجرس بتصريحات لصحيفة واشنطن ريبورتر، أشادوا فيها بجهود إدارة ترامب في ترحيل الأشخاص الذين يرون أنهم متعاطفون مع الإرهابيين. وصف رئيس مجلس النواب مايك جونسون محمود بأنه "العقل المدبر" للاحتجاجات في كولومبيا وشجع على إلغاء تأشيرات الطلاب.
وقالت المدعية العامة لنيويورك ليتيتيا جيمس إنها "تشعر بقلق بالغ إزاء الاعتقال" وأن مكتبها "يراقب الوضع". ورفضت حاكمة نيويورك كاثي هوشول ورئيس بلدية مدينة نيويورك إريك آدامز إبداء رأيهما بشأن الاعتقالات. اشتكى آدامز من أن مستوى الدعم العام الذي تم التعبير عنه لمحمود كان أعلى من مستوى الدعم الذي تلقاه (آدامز) بعد اعتقاله بتهمة الرشوة والاحتيال الإلكتروني.

## روابط خارجية
- محمود خليل ضد ويليام ب. جويس وآخرون. (2:25-السيرة الذاتية-01963)

1. ↑  Section 237 was initially numbered 241.[123]